# Glinus sessiliflorus
Glinus sessiliflorus är en kransörtsväxtart som beskrevs av Philip Sydney Short. Glinus sessiliflorus ingår i släktet Glinus och familjen kransörtsväxter. Inga underarter finns listade i Catalogue of Life.